# Okultacja (szyizm)
Okultacja (arab. ‏غيبة‎, Ghajba, pl. okultacja/ukrycie) – w teologii islamu szyickiego stan ukrycia, w którym znajduje się imam Mahdi. Szyici różnią się odnośnie do tego, kto, kiedy i gdzie udał się w stan okultacji.

## Imamizm
W rozumieniu największej gałęzi islamu szyickiego, imamitów, Muhammad al-Mahdi (zgodnie z wiarą imamitów zniknął w niewyjaśnionych okolicznościach w Samarze i powróci, aby zbawić ludzi jako Mahdi), udał się w stan okultacji ze względu aby zachować własne życie podczas historycznego prześladowania, odmówić złożenia przysięgi na wierność sunnickim kalifom, a także, aby Bóg mógł doświadczyć szyitów. Imamici dzielą okres okultacji na mniejszą i większą okultację.

### Mniejsza okultacja
Podczas mniejszej okultacji trwającej od 874 do 941 roku dwunasty imam nadal kontaktował się z ummą przy pomocy czterech wybranych przedstawicieli (arab. ‏an-nuwāb al-arbaʻa‎):
1. Usman ibn Sa'id al-Asadi
2. Abu Dżafar Muhammad ibn Usman
3. Abul Kasim Husajn ibn Ruh al-Nawbakhti
4. Abul Hasan Ali ibn Muhammad al-Samarri

Al-Samarri otrzymał powiadomienie od samego imama, iż niedługo umrze bez wskazywania kolejnego przedstawiciela, a Mahdi uda się w stan większej okultacji bez możliwości dalszego udzielania wskazówek ludzkości.

### Większa okultacja
Większa okultacja trwa od roku 941 do dziś, imam od tego momentu pozostaje w całkowitym ukryciu i nie kontaktuje się z nikim. Szyici imamici oczekują powrotu dwunastego imama (razem z Jezusem), który będzie jednocześnie Mahdim, jako zwiastuna końca świata tuż przed Sądem Ostatecznym.

## Ismailizm
Okultacja Mahdiego jest różnie rozumiana przez poszczególne gałęzie ismailizmu. Siódmym i ostatnim imamem ismailitów był Isma'il ibn Dżafar. Według niektórych gałęzi ismailickich imamat trwał następnie w osobie kalifów fatymidzkich i z nimi się skończył, według innych trwa do dzisiaj. Ismailici mustalici twierdzą, że ostatnim, dwudziestym imamem był Al-Amir bi-Ahkami'l-Lah. Ismailici tajabici iż ostatnim, dwudziestym pierwszym imamem, był At-Tajjib Abu'l-Kasim. Ismailici hafizyci uważają za ostatniego, dwudziestego czwartego imama, ostatniego i czternastego kalifa fatymidzkiego, Al-Adidego. Ismailici nizaryci twierdzą iż sukcesja imamów nadal trwa, tak więc żywym i panującym obecnie jest pięćdziesiąty, Aga Chan V.

## Zajdyzm
Zajdyci nie wierzą w koncept okultacji imamów.